# Underhill Stadium
Das Underhill Stadium war ein Fußballstadion im Londoner Stadtteil Barnet und bis zum Ende der Saison 2012/13 die Heimstätte des gleichnamigen FC, einer Mannschaft aus der vierten englischen Liga. Das Stadion wurde auch für Spiele der Reservemannschaft des FC Arsenal benutzt. Im Jahr 2007 feierte es sein 100-jähriges Jubiläum. Die größte Tribüne des Stadions war die "East Terrace" mit einer Kapazität von 2124 Stehplätzen. Im nördlichen Teil der "East Terrace" waren die Gästefans untergebracht, während im südlichen und zentralen Teil die Heimfans standen. Die Haupttribüne ("Main Stand") lag auf der westlichen Seite des Feldes und beherbergte neben 784 Sitzplätzen noch die Umkleide- und Presseräume. Der FC Barnet trägt seine Heimspiele seit der Saison 2013/14 im neu errichteten Hive Stadium aus. 2018 wurde das alte Underhill Stadium schließlich abgerissen.